# Nordamerikanische Stadt

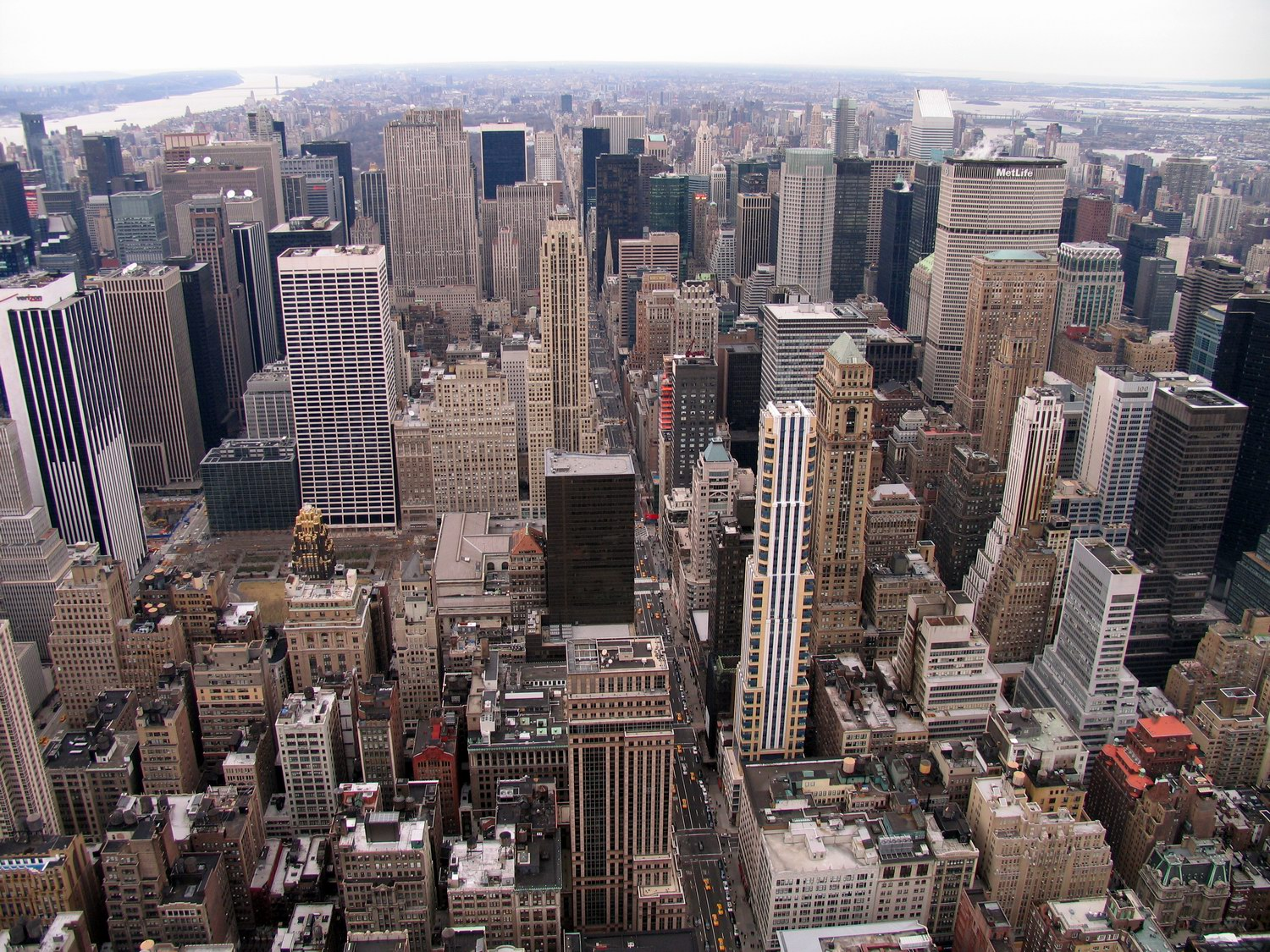
Midtown von New York City

Die nordamerikanische Stadt ist geprägt von einer besonders starken Stadtflucht, einer zunehmenden Segmentierung ihrer Bewohner und von außen durch die typische Skyline. Die USA haben einen Verstädterungsgrad von 77 % und Kanada einen von etwa 79 %. Die beiden angloamerikanischen Staaten gehören damit heute zu den am meisten verstädterten Nationen der Erde.

## Historische Entwicklung
Die Verstädterung begann in Nordamerika an der Ostküste durch die europäischen Kolonialmächte und Einwanderer im 16. und 17. Jahrhundert. Richtung Westen erfolgte der Prozess über Entwicklungsachsen wie Binnenschifffahrtswege und später über Eisenbahnrouten. In den Städten Nordamerikas gibt es keine typischen historischen Merkmale einer europäischen Stadt wie Stadtmauer, Burganlagen oder Marktplätze. Da die Städte in einer relativ kurzen Zeitspanne errichtet wurden, fehlt ihnen die architektonische und städteplanerische Vielfalt. Sie sind selten auf einen Mittelpunkt ausgerichtet, sondern geprägt von einem gleichförmigen schachbrettartigen Straßenverlauf.
Dieses Straßensystem findet seine Anfänge im renaissance-klassizistischen Grundriss der Kolonialstädte des 17. und frühen 18. Jahrhunderts. Die einzige zentrale Stelle der Kolonialstädte ist das County-Gerichtsgebäude (Courthouse square) als Verwaltungs- und Handelszentrum sowie als gesellschaftlicher Mittelpunkt. So findet man diese Struktur im Südwesten der spanischen Kolonialstädte wie beispielsweise Santa Fe mit der zentralen Plaza, im Süden der französischen Kolonialstädte, wie New Orleans mit dem Vieux carreé und im Nordosten der englischen Kolonialstädte, wie zum Beispiel New Haven mit einem zentralen Exerzierplatz oder Common in unterschiedlichen Variationen vor. Dieser zentrale Platz wurde in den später entstandenen Städten kaum noch angelegt.
Ab Ende des 18. Jahrhunderts wurden in den USA, weniger in Kanada, vor allem öffentliche Gebäude nach dem klassischen Vorbild angelegt. Diese wurden mit der Industrialisierung im 19. Jahrhundert von Blockbauten, so genannten Walk-up-buildings mit Treppen umschlossen. Diese wurden vorrangig in größeren Städten errichtet, besaßen bis zu vier Geschosse und waren monoton gestaltet. In kleineren Städten entstanden nach außen niedrige Holzblockhäuser, die noch heute für Einfamilienhäuser in Nordamerika üblich sind.

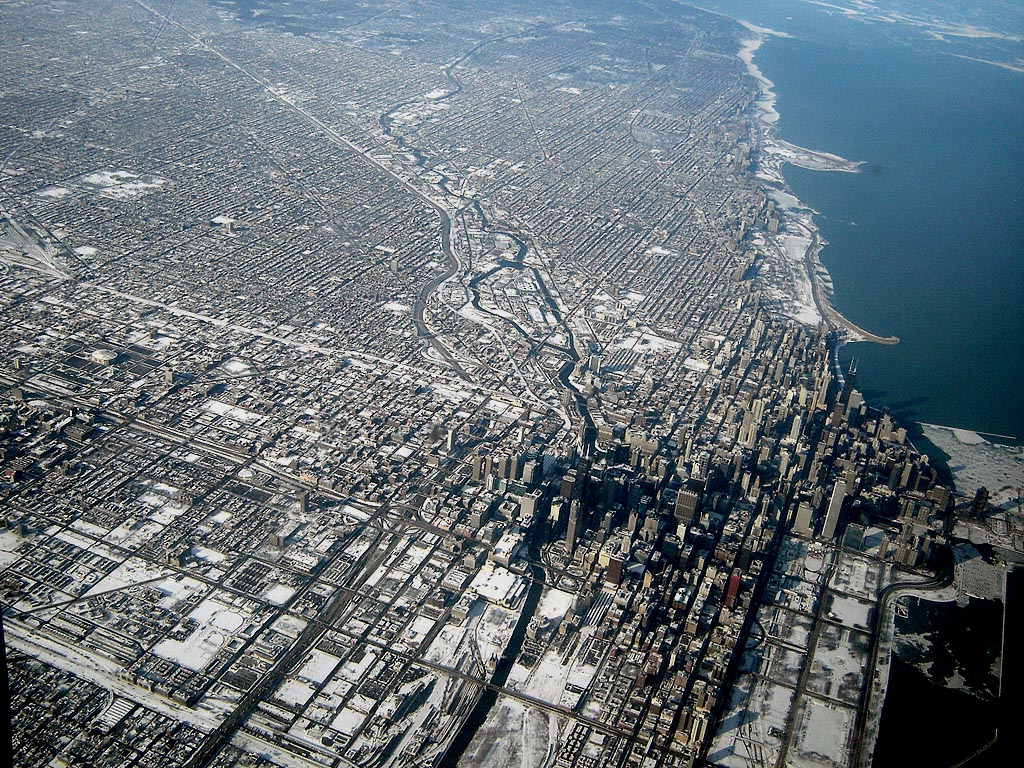
Deutlich heben sich die Hochhäuser in der Downtown Chicagos vom Rest der Stadt ab

Das Grundmuster der nordamerikanischen Städte bildete sich seit Mitte des 19. Jahrhunderts heraus. Im Wesentlichen sind sie unterteilt in Downtown, Übergangsbereich und Umland. Aufgrund der ständig wachsenden Bodenpreise und des Platzmangels in der Innenstadt wurde nach Aufkommen der Hochbauweise Ende des 19. Jahrhunderts mit dem Bau erster Wolkenkratzer begonnen. Das erste Hochhaus, das Home Insurance Building in Chicago, wurde 1885 errichtet. Diese Bauweise wurde ermöglicht, da es keine behördlichen Einschränkungen für den Bau von Hochhäusern gab. Außerdem waren die technischen Voraussetzungen mit Erfindungen wie der Stahlskelettbauweise und des elektrischen Personenaufzugs dafür gegeben.

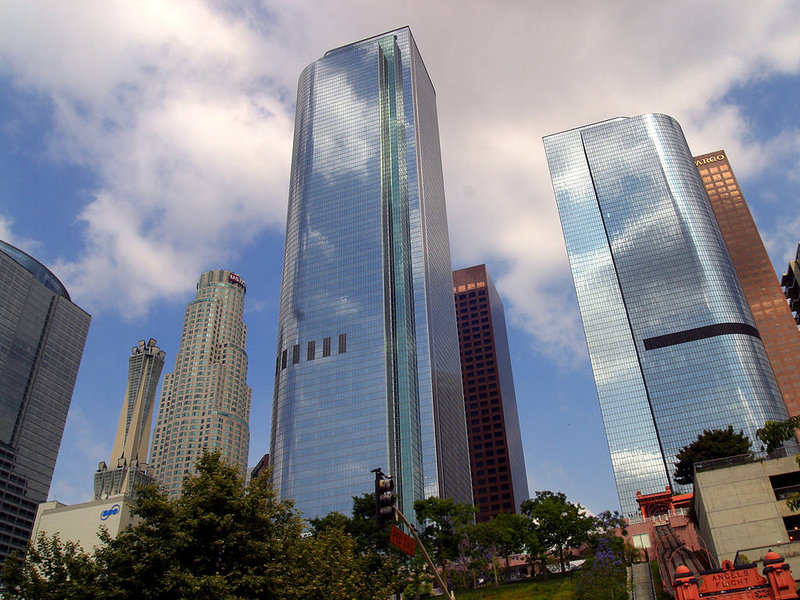
Moderne Wolkenkratzer in der Downtown von Los Angeles

In der folgenden Zeit änderte sich das äußere Bild der Hochhäuser leicht. 1916 wurden neue Bauvorschriften zur besseren Belichtung und Durchlüftung der Straßen erlassen. Daher verjüngten sich die Hochhäuser nach oben hin. Ein Beispiel ist das Empire State Building in New York City. Nach dem Zweiten Weltkrieg entwickelten sich Hochhäuser mit Glasfronten und mehreren Flügeln sowie mit gemischter Nutzung als Wohn-, Büro- und Geschäftsgebäude. Damit bildete sich im Bereich der Kernstadt das Geschäftszentrum heraus – auch Central Business District (CBD) genannt – in dem sich beispielsweise Banken und Versicherungen befinden.

## Gliederung

### Aufriss

Skyline von New York City

Durch die Akkumulation der Wolkenkratzer im Stadtkern einer US-amerikanischen Stadt entstehen die charakteristische Skyline mit einem Kontrast zwischen den Hochhäusern als Dienstleistungs- und Finanzzentrum im Stadtkern, der Downtown, unterschiedlich genutzter Bebauung im Übergangsbereich und niedrigen Wohnhäusern in den Suburbs.

### Grundriss

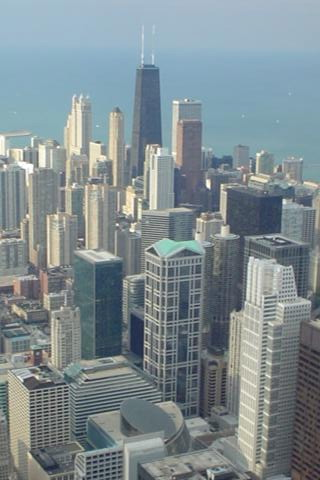
Downtown von Chicago

Der Central Business District mit seinen Wolkenkratzern bildet den zentralen Geschäftsbereich der US-amerikanischen Stadt mit überwiegend Einrichtungen im Dienstleistungs- und Finanzbereich. Durch das Straßensystem haben die Hochhäuser in der Regel einen Grundriss von 100 mal 100 Meter. Im CBD findet man aber nicht nur Dienstleistungseinrichtungen, sondern auch kulturelle Einrichtungen, Freizeit- und Sporteinrichtungen und Einkaufsläden. Der CBD befindet sich innerhalb der Downtown.

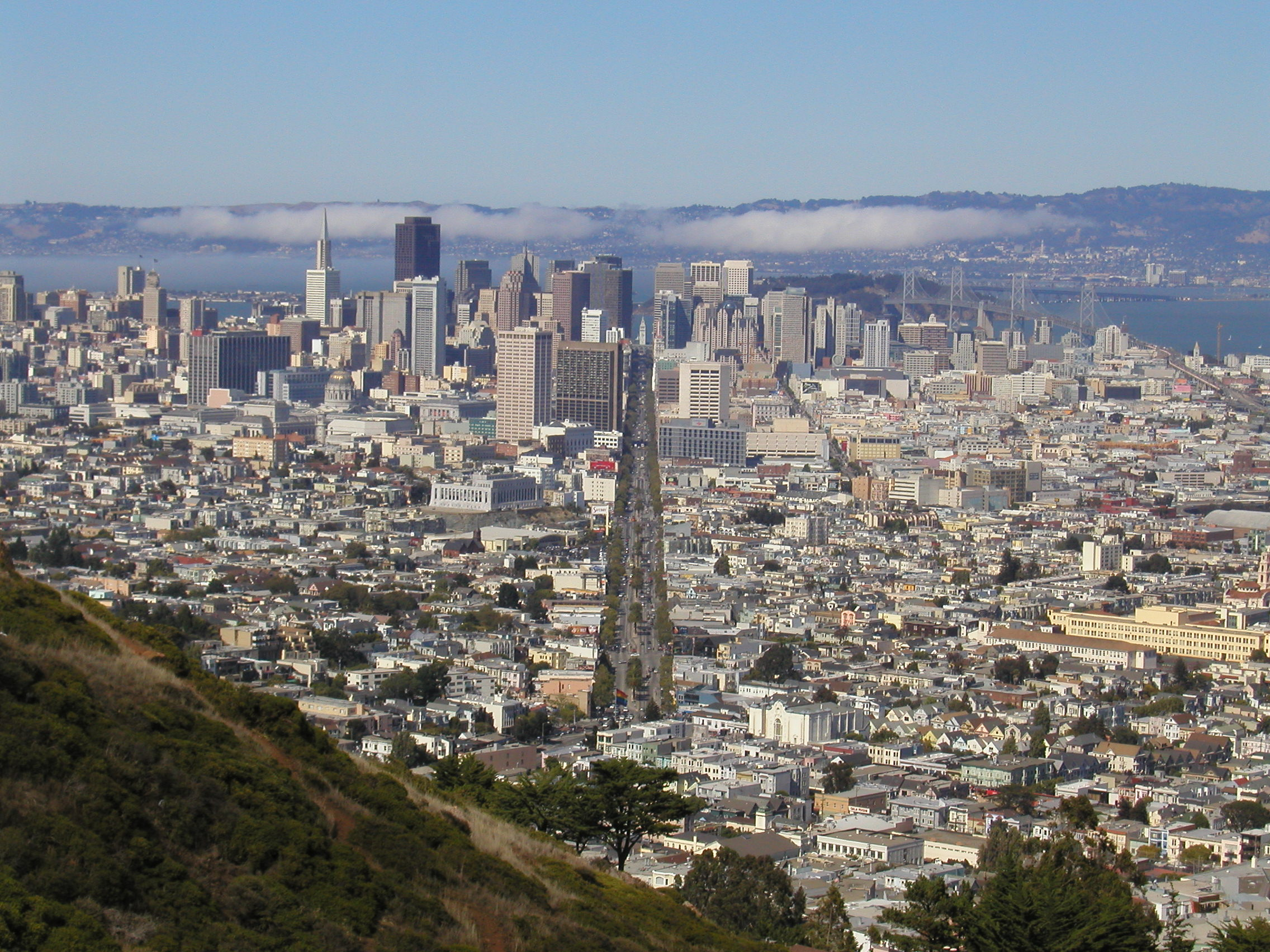
Oberhalb die Downtown und darunter der Übergangsbereich mit der Market Street in San Francisco

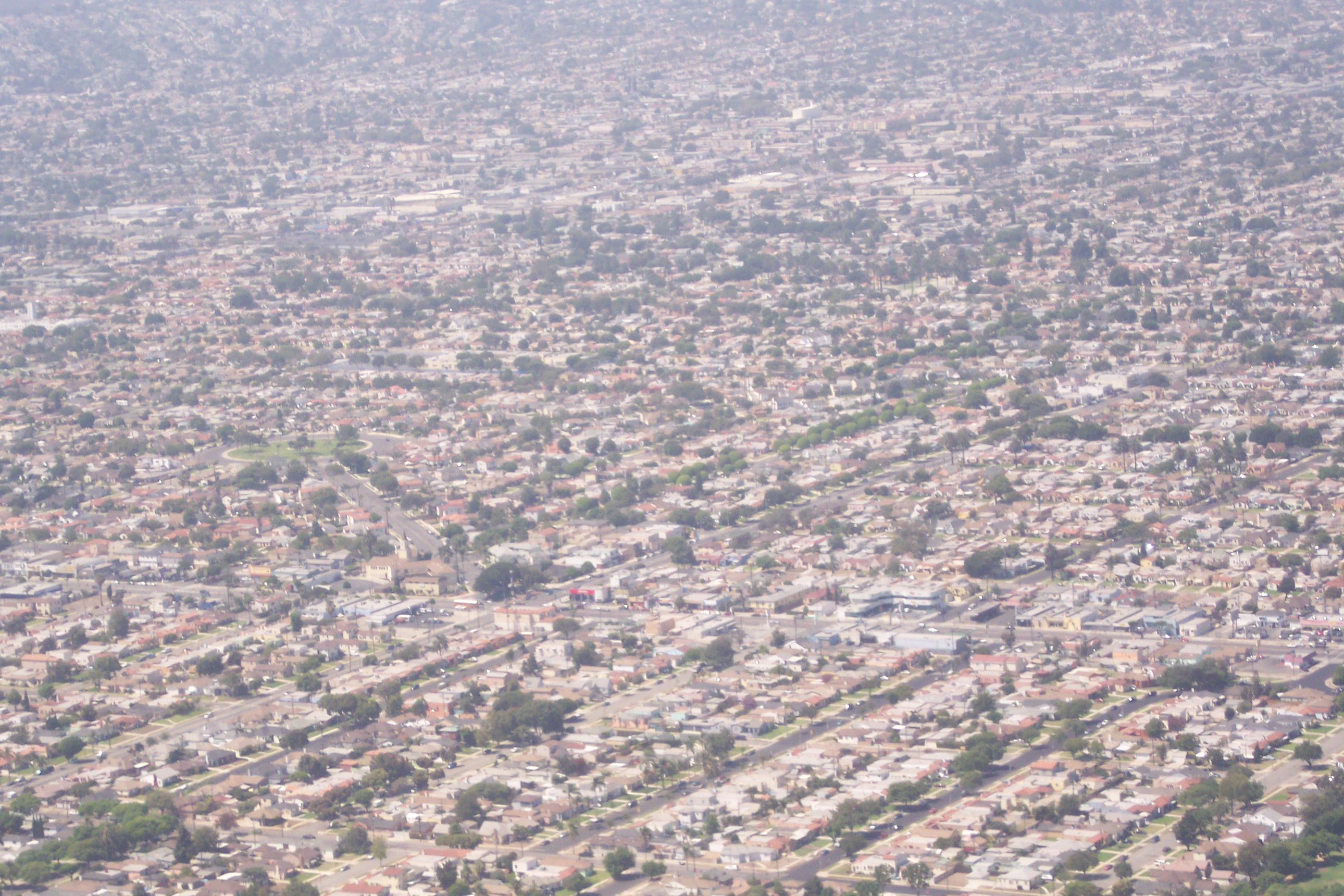
Übergangsbereich der Stadt Los Angeles

Die Downtown wird umschlossen von einem Übergangsbereich (Transition Zone). Signifikant in diesem Gebiet ist eine starke differentiale Mischung von Funktionen. So finden sich dort öffentliche Dienstleistungseinrichtungen, Parkplätze, Bahnhöfe aber auch Wohnhäuser in vernachlässigtem Zustand. Am Rand der Downtown kommt es zur Herausbildung von Slums der sozialschwachen Bevölkerungsschichten. In Städten, deren Siedlungsgebiet sich entlang einer Flussseite erstreckt, übernimmt häufig die direkt gegenüber liegende Stadt diese Funktion. Beispiele sind East St. Louis gegenüber St. Louis oder Camden gegenüber Philadelphia. Diese Städte sind durch die fehlende Wirtschaftskraft eines CBD oder neuer Industrieansiedlungen vielfach zur Gänze vom Niedergang gezeichnet. Weiter entfernt vom Stadtzentrum befindet sich im Übergangsbereich das Wohngebiet der Mittelschicht. Diese wohnt in Mehrfamilienhäusern mit geringer Stockwerkzahl und auf kleinen Grundstücken.

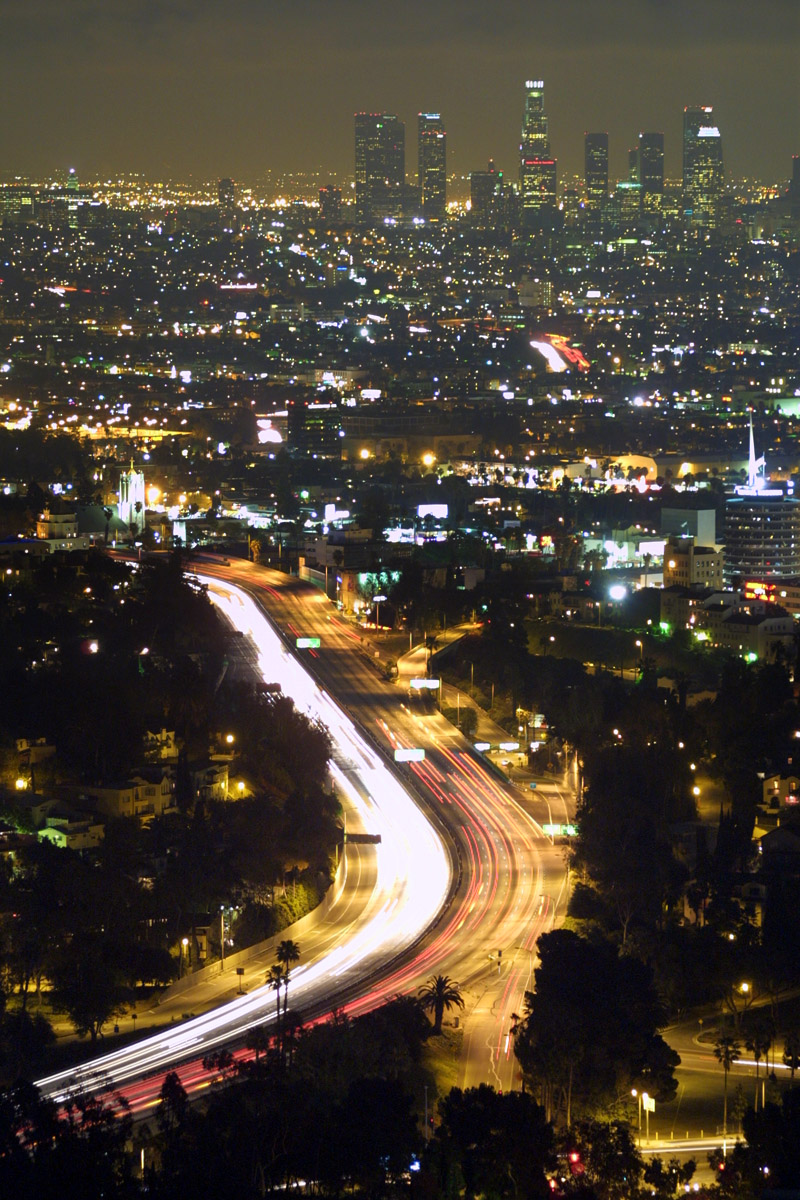
Auch in der Nacht sind die wichtigen Ein- und Ausfallstraßen noch dicht befahren wie hier in Los Angeles

Entlang den großen Ein- und Ausfallstraßen befinden sich die Commercial Strips. Grundlage für deren Entstehung war die Separation von Wohn- und Arbeitsplatz. Der daraus resultierende Pendelverkehr ließ auf beiden Seiten der Straßen zahlreiche kleinere und größere Geschäfte und Dienstleistungsunternehmen entstehen, die auf das hohe Verkehrsaufkommen ausgerichtet sind. Die Unternehmen profitieren von ihrer schnellen Erreichbarkeit und günstigen Parkmöglichkeiten. Das Erscheinungsbild solcher Straßen ist geprägt durch große Reklametafeln. Commercial Strips sind sehr unterschiedlich in ihrer Ausdehnung: Sie können nur wenige 100 Meter lang sein, sich aber auch über mehrere Meilen erstrecken.
Um den Übergangsbereich herum zieht sich das Umland. Dort befinden sich die Suburbs mit Fabriken und Bürogebäuden entlang von Hauptstraßen und Autobahnen. Diese Industrie- und Dienstleistungsbetriebe sind aufgrund von kostengünstigeren Standorten aus der Innenstadt ins Umland umgesiedelt. Somit entstand eine immer größere Zahl von Arbeitsplätzen im suburbanen Raum.
Im Umland befinden sich die oftmals sehr weitläufig angelegten Wohngebiete der oberen Mittelschicht und der Oberschicht und daher auch vielseitige Freizeiteinrichtungen wie Golfplätze, Tennisanlagen oder Spazierwege. Im Allgemeinen nehmen Bebauungsdichte und Altersdurchschnitt dabei von innen nach außen hin ab, während Bildungsstand und Pro-Kopf-Einkommen nach außen hin zunehmen. Von großer Bedeutung ist eine Lage an wichtigen Verkehrsknotenpunkten, was eine gute Verkehrsanbindung ermöglicht.

## Strukturwandel und Probleme

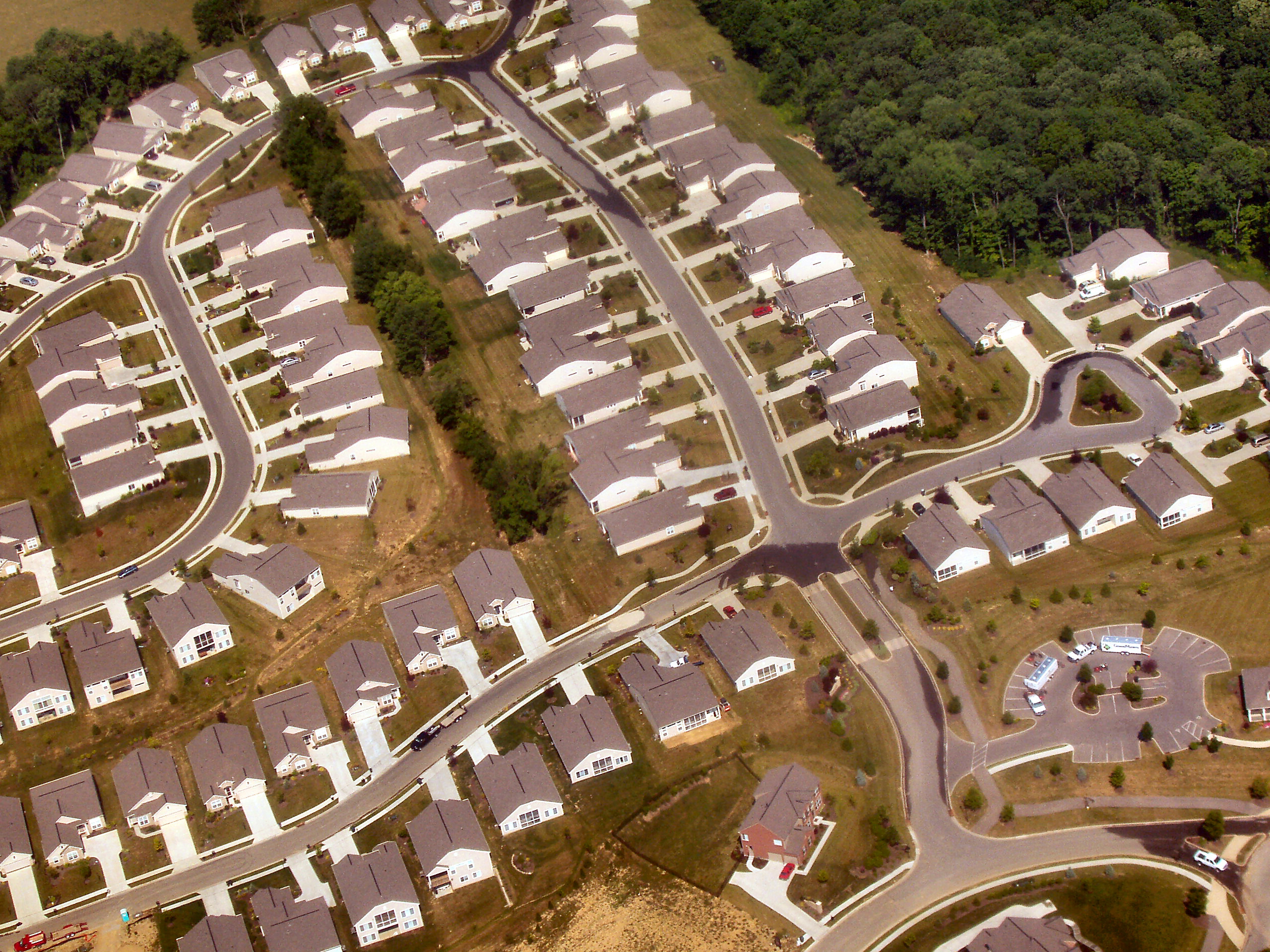
Tract housing in den Suburbs bei Union in Kentucky

Der prägende Wandel und zugleich Hauptproblem der nordamerikanischen Stadt ist die Suburbanisierung.
Die Ursachen für das plötzliche Eintreten einer raschen Abwanderung in die Randgebiete der Städte, vor allem nach 1945, sind sehr vielseitig. Einerseits änderten staatliche Organisationen die Bedingungen für eine Kreditvergabe. Zum anderen wurde der Prozess durch eine bessere Verkehrsanbindung der Vororte begünstigt; vor allem das von der Regierung finanzierte Metropolitan-Freeway-System. Des Weiteren hinderten die Weltwirtschaftskrise und der Zweite Weltkrieg den Bau von Wohnungen. Durch die hohe Siedlungsdichte im Innenstadtbereich wurde der Wohnungsbedarf in den Vororten gedeckt. 
Darüber hinaus war ein Umzug in die Vororte für junge Familien durch geringere lokale Steuern oftmals kostengünstiger. Auch der Wunsch nach einem Einfamilienhaus abseits der engen, schmutzigen und gefährlichen Innenstädte konnte durch den Wohnungsbau im Umlandbereich erfüllt werden. Ebenso wie die Bevölkerung verlagerten sich auch die Arbeitsplätze und Einkaufsmöglichkeiten an den Stadtrand. Somit mussten viele Menschen nicht mehr zum Arbeiten und Einkaufen ins Stadtzentrum fahren. Auf diese Weise entstanden neue kleinere Zentren in den Randbereichen der Städte – die Edge Citys.

Gated Community in Saskatoon, Kanada

Ein weiterer Umstrukturierungsprozess der nordamerikanischen Städte ist das Gating, das Ende der 1980er Jahre einsetzte und sich seitdem stark verbreitet hat. Man versteht darunter die Einzäunung oder Ummauerung von Gemeinden im öffentlichen suburbanen Raum zu sogenannten Gated Communitys. Die Ursachen für das Entstehen dieser Siedlungsgemeinschaften sind unterschiedlich. Einerseits wurden die juristischen Grundlagen für die Schaffung solcher Organisationsstrukturen geschaffen. Zum anderen wurde der Entwicklungsprozess von der Marktwirtschaft beeinflusst. Darüber hinaus entwickelten sich in der Bevölkerung Verlangen nach Sicherheit oder Exklusivität.
Die sozial schwächeren Schichten ziehen in die zentrumsnahen Stadtviertel, in denen ehemals die wohlhabende Bevölkerung wohnte. So kommt es zur Herausbildung von Slums mit verfallender Bausubstanz und mangelnden Einrichtungen wie Schulen und Krankenhäusern. Diese Elendsviertel sind wegen der einseitigen Sozialstruktur oftmals Auffangquartiere von Zuwanderern und Illegalen.
Durch den andauernden Prozess der Suburbanisierung vor allem mit der Entstehung der Gated Communitys der wohlhabenden Bevölkerungsschichten und gleichzeitigem Verfall der Innenstädte in den armen Vierteln haben sich nordamerikanische Städte zu sogenannten „dualen Städten“ entwickelt.
Ein weiterer Prozess im Strukturwandel der nordamerikanischen Städte ist die Dezentralisierung. Die durch den Pendelverkehr hervorgerufenen Commercial Strips stellen eine Verlagerung des Dienstleistungsbereiches in die äußeren Bereiche der Stadt dar. Dadurch breiten sich auch die Städte immer weiter aus und zu beobachten ist eine zunehmende Zersiedlung als negative Erscheinungen.

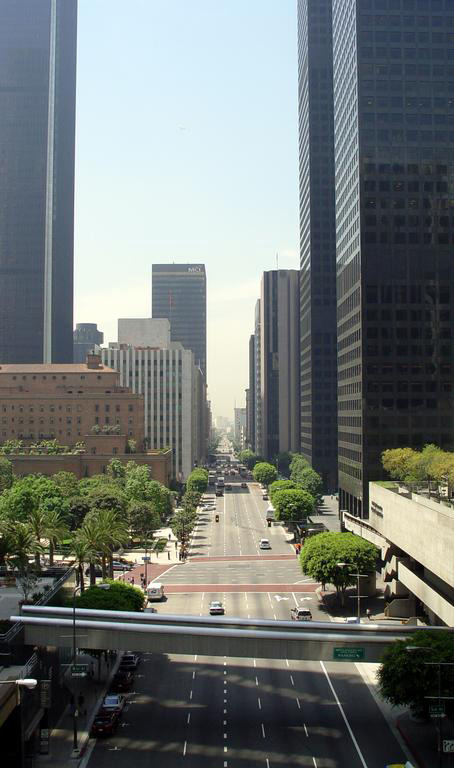
Hochhäuser in Los Angeles

Ebenso ist der Bau der Wolkenkratzer problematisch zu sehen. Einerseits wird mit der damit verbundenen Beschäftigungskonzentration im Central Business District ein steigendes Verkehrsaufkommen verursacht, das besonders problematisch zur Rush Hour ist. Zum anderen wird durch die Hochhäuser das Stadtklima beeinflusst. Es entstehen Windströmungen oder Straßenabschnitte, die dauerhaft im Schatten liegen.
In dem dichten Straßennetz der Kolonialzeit befindet sich alle 100 Meter eine Kreuzung mit vier Zufahrtsstraßen. Bereits mit Beginn des Automobilzeitalters stellte sich dieses Straßensystem als problematisch heraus; es entstehen Gefahren der Verkehrsteilnehmer und Behinderungen des Verkehrs. Ein Lösungsversuch ist das Einbahnstraßensystem, das die Autofahrer allerdings zu erheblichen Umwegen zwingen kann.